# Wilshire/Western (Metro de Los Ángeles)
Wilshire/Western es una estación en la línea D del Metro de Los Ángeles y es administrada por la Autoridad de Transporte Metropolitano del Condado de Los Ángeles. Se encuentra localizada en los distritos de Mid-Wilshire y Koreatown (Los Ángeles), entre Wilshire Boulevard y Western Avenue. Wilshire/Western es, además, la terminal occidental de la línea Púrpura y una de las dos estaciones subterráneas no servidas por la línea línea B. 

## Servicios
Metro services
- Metro Local: 18, 20, 66, 207, 209
- Metro Rapid: 710, 720, 757, 920 (días de semanas en horas pico)

Otros servicios
- Foothill Transit: 481 (días de semanas en horas pico)
- LADOT DASH: Wilshire Center/Koreatown, Hollywood/Wilshire